# Hathikatte, Bhadravati
Hathikatte là một làng thuộc tehsil Bhadravati, huyện Shimoga, bang Karnataka, Ấn Độ.